# Ksantin oksidaza
Ksantin oksidaza (EC 1.17.3.2, hipoksantinska oksidaza, hipoksantin:kiseonik oksidoreduktaza, Schardinger enzim, ksantinska oksidoreduktaza, hipoksantin-ksantinska oksidaza, ksantin:O2 oksidoreduktaza, ksantin:ksantine oksidaza) je enzim sa sistematskim imenom ksantin:kiseonik oksidoreduktaza. Ovaj enzim katalizuje sledeću hemijsku reakciju
ksantin + H2O + O2 {\displaystyle \rightleftharpoons } urat + H2O2
Ovaj gvožđe-molibdenski flavoprotein (FAD) sadrži [2] centre. On takođe oksiduje hipoksantin, neke druge purine i pterine, i aldehide.

## Spoljašnje veze
- Xanthine+oxidase на 